# 南部修太郎
南部 修太郎（なんぶ しゅうたろう、1892年（明治25年）10月12日 - 1936年（昭和11年）6月22日）は、日本の小説家。

## 経歴
内務省の土木技師である父常次郎の長男として、宮城県仙台市で生まれる。1899年（明治32年）、長崎市立勝山尋常小学校入学、1905年（明治38年）父の東京転勤に伴い、赤坂小学校高等第3年級に転学。1906年（明治39年）、私立芝中学校に入学。在学中に腸チフスや結核を患うなど病弱であったが、在学中に回覧雑誌『荒浪』を作成して小説執筆を試みる。1912年（大正元年）、慶應義塾大学部文学科予科に入学し、1914年（大正3年）に文学科本科へ進学。大学部在学中はロシア文学に傾倒する。1916年（大正5年）、井汲清治とともに「井部文三」の筆名で「タゴオル哲学と其背景」を、南修の筆名でチェーホフ『駅路』の翻訳、そして代表作となる「修道院の秋」を発表する。
1917年（大正6年）3月、慶應義塾大学部を卒業すると『三田文学』の編集主任となり、1920年（大正9年）まで務める。この間、小島政二郎から芥川龍之介を紹介され、芥川との交流が始まる。1918年（大正7年）の「小人の謎」（『赤い鳥』掲載）以降、童話も発表した。これらの一部は作品集『鳥籠』、『月光の曲』に収録されている。1919年（大正8年）には南部の代表作となる「猫又先生」「黒焦げの人形」「一兵卒と銃」などが発表される。
1923年（大正12年）、府立第一商業学校の校長陶山斌二郎の長女菫と結婚、この頃から『婦人雑誌』『少女雑誌』への執筆活動が中心となる。1924年（大正13年）長男淳一郎、1926年（大正15年）次男亮二郎が誕生。同年、復刊した『三田文学』の編集員を水上瀧太郎と小島政二郎とともに務める。
1936年（昭和11年）1月、石坂洋次郎の第1回三田文学賞授与に尽力する。同年6月22日、脳溢血により逝去。法名は修文院釋樂邦。43歳没（満年齢）。墓所は東京都南区南青山の青山霊園1種イ22号1側にある。死後刊行された『三田文学』には、水上瀧太郎や川端康成らが追悼文を寄せた。

## 人物
芥川龍之介を師と仰ぎ、小島政二郎、滝井孝作、佐佐木茂索とともに「龍門の四天王」と呼ばれた。慶應義塾大学で友人だった理財科の秋岡義愛が川端康成の従兄だったため、中学時代の川端と文通していた。
南部は文筆家として経済的に恵まれたが、病が絶えず、持病の喘息、チフス、肺炎などで若い頃には命を落としかけている。モダニズム文学的な作風で流行作家としては活躍したものの、死後は著作が絶版して久しく、作家としては師の芥川のように成功を収めたとはいえない。現在では多くの作品は初出誌にあたる他ない状況であり、作品入手は比較的困難な作家といえる。

## 著作

### 原著単行本
- 『修道院の秋』新潮社 1920 （新進作家叢書）
- 『湖水の上』新潮社 1921
- 『返らぬ春』玄文社出版部 1923
- 『若き入獄者の手記』文興院 1924
- 『鳥籠』寳文館 1925
- 『過ぎ行く日』寶文館 1925
- 『露草の花』大日本雄弁会 1926
- 『月光の曲』宝文館 1927
- 『白蘭花』平凡社 1930 （令女文学全集）

### 復刊
- 『若き入獄者の手記 復刻版（まぼろし文学館）』本の友社 1998

### 作品集
- 『南部修太郎三篇』イー・ディー・アイ（EDI叢書） 2005.5
  - 十重田裕一編、「修道院の秋」「湖水の上」「菊池寛論」所収。
- 『南部修太郎 （大正浪漫ライブラリー1） 』はるかぜ書房 2021.8
  - 永井聖剛編、「春の花の印象」「ひなげし」「藤の花」「港の乙女」「春の哀愁」「接吻」「病院の窓」「湖水の上」「花と追憶」所収。

### 文学全集
- 『新進傑作小説全集 第14巻 南部修太郎集・石浜金作集』平凡社 1930
  - 「秋の牧場にて」「奈良の一夜」「病院の窓」「接吻」「畫家とセリセリス」「一兵卒と銃」「カフェ・エルトロド」「ハルピンの一夜」 「若き入獄者の手記」所収。
- 『現代文学代表作全集 第3巻』（廣津和郎編）萬里閣 1948 「接吻」
- 『現代日本文学全集85 大正小説集』筑摩書房 1957 「猫又先生」
- 『北海道文学全集 第5巻』立風書房 1980 「修道院の秋」「秋の牧場にて」
- 『編年体大正文学全集 第9巻（大正9年）』 ゆまに書房 2001 「湖水の上」

### アンソロジー収録
「」内が南部の作品
- 『モダン都市文学 観光と乗物』（川本三郎編）平凡社 1990 「或る旅の記憶」
- 『死-怨念[14]=妖気 幻想・怪奇名作選』ペンギンカンパニー 1993 「死神」
- 『日本現代文学選 2』フロンティア文庫フロンティアニセン 2005 「ハルピンの一夜」
- 『怪異十三』（三津田信三編）原書房 2018 「死神」